# Gene „Birdlegg“ Pittman

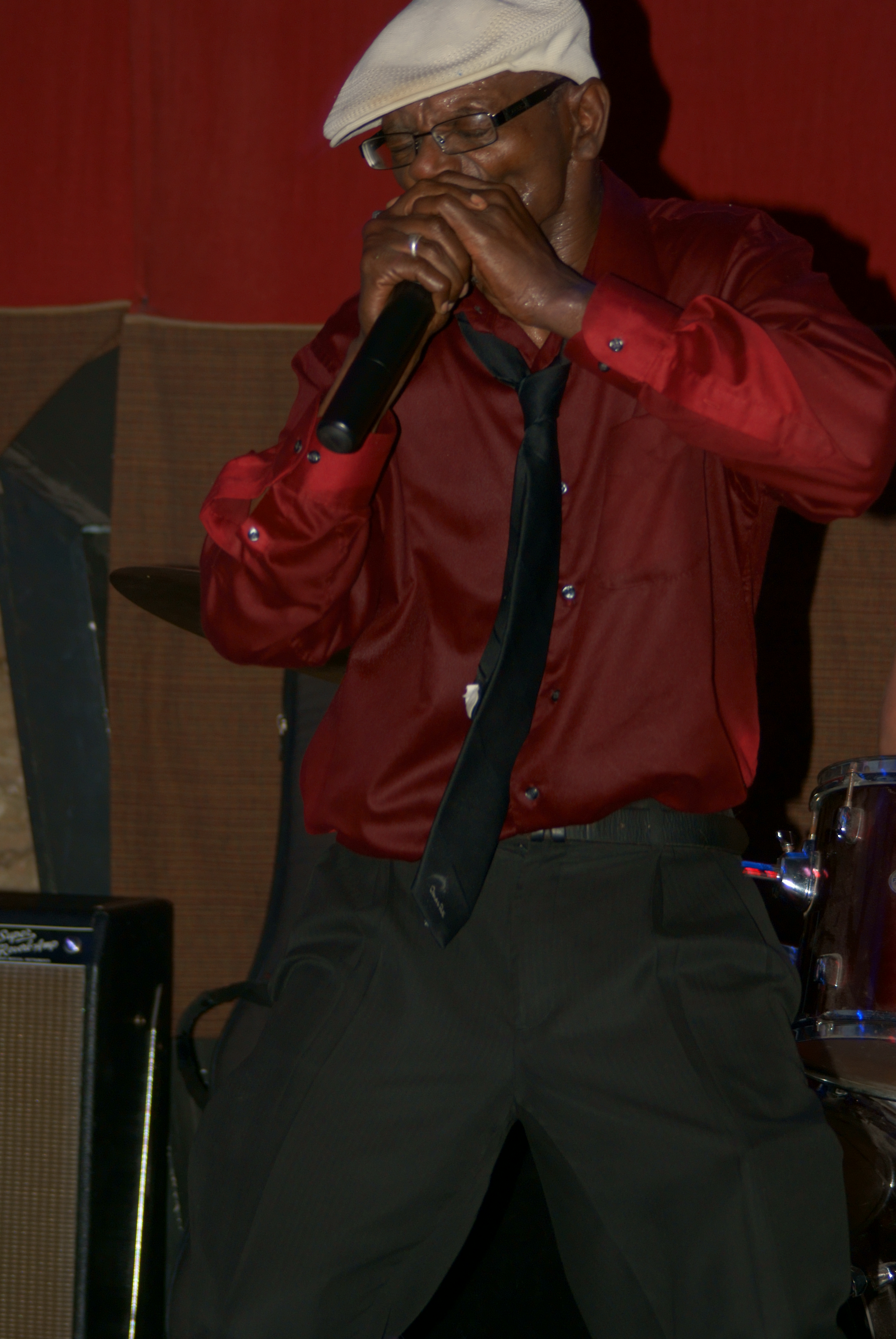
Gene „Birdlegg“ Pittman, 2012

Eugene P. Pittman (* 10. Mai 1947 in Harrisburg, Pennsylvania, USA), bekannt als Gene „Birdlegg“ Pittman, ist ein US-amerikanischer Bluesmusiker (Mundharmonika, Gesang) und Songwriter.

## Biografie
Pittman wurde in Harrisburg, Pennsylvania, geboren. Als Kind besaß er eine Mundharmonika und lernte durch seinen Großvaters väterlicherseits den Blues kennen.
Im Alter von 26 Jahren kaufte sich Pittman spontan eine Mundharmonika, obwohl er keine formelle musikalische Ausbildung hatte. Er zog nach New York, und sein Interesse an dem Musikinstrument und am Blues im Allgemeinen begann zu wachsen. Nach zwei Jahren und der Feststellung, dass sowohl Taj Mahal als auch John Lee Hooker in der San Francisco Bay Area lebten, nahm Pittman 1975 einen Bus nach Oakland, Kalifornien.
Nachdem er 1974 angefangen hatte zu spielen, war er 1977 ein professioneller Musiker. In seiner Zeit in der Bay Area lernte Pittman mehrere Bluesmusiker kennen, darunter Sonny Rhodes, „Cool Papa“ Sadler, Jimmy McCracklin, Lowell Fulson, Percy Mayfield und J. J. Malone. Cool Papa erwies sich als die führende Hand, und Pittman spielte 13 Jahre lang an seiner Seite. Pittman gründete 1980 die Tight Fit Blues Band, die erste Band, in der er der Frontmann war. Pittman arbeitete auch mit Dave Alexander, Sugar Pie DeSanto und der Mississippi Delta Blues Band zusammen.
Pittman nahm 1990 eine Single auf, die auf seinem eigenen Label Tight Fit Records veröffentlicht wurde. Es folgte das Album Meet Me On The Corner (2007). 2004 wurde Pittman von der Bay Area Blues Society zum „Blues Harmonica Player of the Year“ gekürt. Im Jahr 2010 zog Pittman nach Austin, Texas. Seine Zusammenarbeit mit Eddie Stout führte dazu, dass Stout Pittmans Studioalbum Birdlegg (Dialtone Records, 2013) produzierte. Dies wurde live im Studio aufgenommen, mit acht von Pittman verfassten Tracks und vier Überarbeitungen älterer Songs. Die Cover waren von Fanny Mae, I’ll Play the Blues For You, 747 und You Upset My Mind.
Pittmann trat auf einer Reihe von Festivals auf, einschließlich einiger gemeinsamer Auftritte mit Lowell Fulson. Pittman tourte durch die Vereinigten Staaten und trat mehrmals in Europa auf. 2016 veröffentlichte Pittman das Live-Album The Blues Tornado Live.

## Diskografie

### Singles
- 1990: Good Time Blues / Blues Jumped on a Rabbit. Tight Fit Records

### Alben
- 2007: Meet Me on the Corner, Birdlegg & the Tight Fit Blues Band. Tight Fit Records
- 2013: Birdlegg, Birdlegg & the Tight Fit Blues Band. Dialtone Records
- 2016: The Blues Tornado Live, Birdlegg. Solo Blues